# Hạt của România
Romania được phân chia hành chính thành 41 hạt (tiếng Romania: județe), cùng thành phố Bucharest. Chúng đại diện cho các phân khu thống kê NUTS-3 ( Danh pháp Đơn vị Lãnh thổ cho Thống kê – Cấp 3) của quốc gia trong Liên minh Châu Âu, và mỗi phân khu này đóng vai trò là cấp chính quyền địa phương trong phạm vi ranh giới. Các hạt được đặt tên theo một sông lớn, một số hạt được đặt tên theo các thành phố đáng chú ý trong hạt, chẳng hạn như thủ phủ.
Tổ chức sớm nhất là județe của các thân vương quốc Wallachia và Moldavia (nơi chúng được gọi là ținuturi) có niên đại ít nhất là vào cuối thế kỷ 14. Phần lớn thời gian kể từ khi Romania hiện đại được thành lập vào năm 1859, hệ thống phân chia hành chính tương tự như hệ thống các tỉnh của Pháp. Kể từ đó, hệ thống đã thay đổi nhiều lần và số lượng hạt cũng thay đổi theo thời gian, từ 71 județe  tồn tại trước Thế chiến thứ hai đến chỉ còn 39 sau năm 1968. Định dạng hiện tại phần lớn được áp dụng từ năm 1968 vì chỉ có những thay đổi nhỏ được thực hiện sau năm này, lần cuối cùng là vào năm 1997.
Theo dữ liệu điều tra dân số năm 2021 từ Viện Thống kê Quốc gia, dân số trung bình của 41 hạt của Romania là khoảng 423.000 người, với hạt Iași là đông dân nhất (760.000) và hạt Tulcea (193.000) là ít dân nhất. Diện tích trung bình của mỗi hạt là 5.809 km², trong khi hạt Timiș (8.697 kilômét km²) là lớn nhất và hạt Ilfov (1.583 km²) là nhỏ nhất. Thành phố Bucharest có cùng cấp hành chính với hạt, vừa đông dân hơn vừa nhỏ hơn nhiều so với bất kỳ hạt nào, với 1.716.983 người và 228 km².

## Lịch sử

71 hạt của Romania từ 1925 đến 1940

Các hạt hiện tại được áp lên trên các hạt thời giữa hai thế chiến.

Tổ chức sớm nhất là județe (đối với Wallachia) và ținuturi (đối với Moldavia), có từ ít nhất là vào cuối thế kỷ 14. Lấy cảm hứng từ tổ chức của Đế quốc Byzantine xưa, mỗi județ được cai trị bởi một jude (hoặc pârcălab cho mỗi ținut), một người được bổ nhiệm chính thức với các chức năng hành chính và tư pháp. Transylvania được chia thành các hạt hoàng gia đứng đầu là comes (bá tước hoàng gia) với các chức năng hành chính và tư pháp.
Sau khi Romania hiện đại được thành lập vào năm 1859 thông qua sự hợp nhất của Wallachia và Moldavia, bộ máy hành chính được hiện đại hóa bằng cách sử dụng hệ thống hành chính của Pháp làm hình mẫu, với județ là đơn vị hành chính cơ bản. Ngoài giai đoạn 1950–1968, hệ thống này vẫn được duy trì cho đến ngày nay. Kể từ năm 1864, đối với mỗi județ tồn tại một prefect, thuộc cấp của Bộ Nội vụ và là đại diện của chính phủ trong hạt; đồng thời là người đứng đầu chính quyền địa phương đối với những lĩnh vực không giao cho nhà chức trách địa phương. Cho đến năm 1948, mỗi județ tiếp tục được chia thành nhiều plăși, mỗi plăși  được quản lý bởi một pretor.
Sau khi thông qua Hiến pháp mới vào năm 1923, các hệ thống hành chính địa phương truyền thống của các vùng Transylvania , Bukovina và Bessarabia mới sáp nhập được đã được thống nhất vào năm 1925 với hệ thống của Vương quốc Romania trước đó. Biên giới các hạt phần lớn được giữ nguyên vẹn, ít điều chỉnh, và tổng số hạt được nâng lên 71; điều này kéo dài cho đến khi bắt đầu Thế chiến II.
Năm 1938, Vua Carol II sửa đổi luật quản lý lãnh thổ Romania theo mô hình phát xít. Mười ținuturi (dịch gần đúng là "vùng đất") được tạo ra, do Rezidenți Regali (công sứ hoàng gia) cai quản, do Quốc vương trực tiếp bổ nhiệm. Các ținuturi đại diện cho một lớp quản lý khác nằm giữa các hạt và quốc gia, vì biên giới hạt không bị xóa bỏ.
Do những thay đổi về lãnh thổ trong Thế chiến thứ hai, kiểu hành chính này không tồn tại lâu và chính quyền ở cấp județ được áp dụng lại sau chiến tranh. Từ năm 1941 đến năm 1944, Romania quản lý lãnh thổ giữa sông Dniester và sông Nam Bug được gọi là Transnistria, bao gồm 13 hạt riêng biệt.
Sau khi nắm quyền điều hành đất nước vào năm 1945, Đảng Cộng sản Romania thay đổi mô hình hành chính theo mô hình của Liên Xô (các khu vực và các raion) vào năm 1950, nhưng đã thay đổi lại vào năm 1968. Tuy nhiên, biên giới các hạt được thiết lập sau đó hoàn toàn khác với những hạt có từ trong thời kỳ giữa hai thế chiến, vì chỉ có 39 hạt được thành lập từ 56 hạt còn lại sau thế chiến.
Năm 1981, các hạt Giurgiu và Călărași được tách khỏi hạt Ialomița và hạt Ilfov cũ, trong khi vào năm 1997, hạt Ilfov đã được phục hồi, nó từng là một phần phụ thuộc của thành phố Bucharest trong gần hai thập kỷ. Ranh giới các hạt được thiết lập năm 1968 phần lớn vẫn duy trì đến hiện nay, nhưng chức năng của các cơ quan khác nhau đã thay đổi do cải cách hành chính trong những năm 1990.
Hiện tại, Romania được chia thành 41 hạt và một đô thị (Bucharest); chúng được chỉ định là phân khu thống kê mã địa lý NUTS-3 của Romania trong Liên minh Châu Âu. Mỗi hạt được chia thành các thành phố (một số trong đó có tình trạng đô khu tự quản) và các xã. Lãnh đạo hạt là prefect, họ và chính quyền của họ có các đặc quyền hành pháp trong giới hạn của hạt, trong khi các quyền lập pháp hạn chế được giao cho một hội đồng hạt được bầu bốn năm một lần trong các cuộc bầu cử địa phương. Các khu lãnh thổ của hệ thống tư pháp Romania chồng lấn với biên giới hạt, do đó tránh được sự phức tạp hơn nữa trong việc phân chia quyền lực.

## Danh sách
| Huy hiệu                       | Hạt             | Thủ phủ               | Nguồn gốc tên gọi                 | Vùng            | Mã ISO | Mã bưu chính | Mã vùng | Mã NUTS | Dân số (1 tháng 12 năm 2021) | Diện tích                       | Bản đồ                                        |
| ------------------------------ | --------------- | --------------------- | --------------------------------- | --------------- | ------ | ------------ | ------- | ------- | ---------------------------- | ------------------------------- | --------------------------------------------- |
| Huy hiệu huyện Alba            | Alba            | Alba Iulia            | Alba Iulia                        | Trung tâm       | AB     | 51           | 58      | RO121   | 325.941                      | 6.250 km2 (2.410 dặm vuông Anh) | Bản đồ Romania thể hiện huyện Alba            |
| Huy hiệu huyện Arad            | Arad            | Arad                  | thủ phủ hạt                       | Tây             | AR     | 31           | 57      | RO421   | 410.143                      | 7.746 km2 (2.991 dặm vuông Anh) | Bản đồ Romania thể hiện huyện Arad            |
| Huy hiệu huyện Argeș           | Argeș           | Pitești               | sông Argeș                        | Nam-Muntenia    | AG     | 11           | 48      | RO311   | 569.932                      | 6.822 km2 (2.634 dặm vuông Anh) | Bản đồ Romania thể hiện huyện Argeș           |
| Huy hiệu huyện Bacău           | Bacău           | Bacău                 | thủ phủ hạt                       | Đông-Bắc        | BC     | 60           | 34      | RO211   | 601.387                      | 6.622 km2 (2.557 dặm vuông Anh) | Bản đồ Romania thể hiện huyện Bacău           |
| Huy hiệu huyện Bihor           | Bihor           | Oradea                | Biharia (xã)                      | Tây-Bắc         | BH     | 41           | 59      | RO111   | 551.297                      | 7.539 km2 (2.911 dặm vuông Anh) | Bản đồ Romania thể hiện huyện Bihor           |
| Huy hiệu huyện Bistrița-Năsăud | Bistrița-Năsăud | Bistrița              | sông Bistrița và thành phố Năsăud | Tây-Bắc         | BN     | 42           | 63      | RO112   | 295.988                      | 5.358 km2 (2.069 dặm vuông Anh) | Bản đồ Romania thể hiện huyện Bistrița-Năsăud |
| Huy hiệu huyện Botoșani        | Botoșani        | Botoșani              | thủ phủ hạt                       | Đông-Bắc        | BT     | 71           | 31      | RO212   | 392.821                      | 4.987 km2 (1.925 dặm vuông Anh) | Bản đồ Romania thể hiện huyện Botoșani        |
| Huy hiệu huyện Brașov          | Brașov          | Brașov                | thủ phủ hạt                       | Trung tâm       | BV     | 50           | 68      | RO122   | 546.615                      | 5.361 km2 (2.070 dặm vuông Anh) | Bản đồ Romania thể hiện huyện Brașov          |
| Huy hiệu huyện Brăila          | Brăila          | Brăila                | thủ phủ hạt                       | Đông-Nam        | BR     | 81           | 39      | RO221   | 281.452                      | 4.766 km2 (1.840 dặm vuông Anh) | Bản đồ Romania thể hiện huyện Brăila          |
| Huy hiệu huyện Bucharest       | Bucharest       | Bucharest             | last name Bucur                   | Bucharest-Ilfov | B      | 01–06        | 1x      | RO321   | 1.716.983                    | 240 km2 (93 dặm vuông Anh)      | Bản đồ Romania thể hiện Bucharest             |
| Huy hiệu huyện Buzău           | Buzău           | Buzău                 | sông Buzău                        | Đông-Nam        | BZ     | 12           | 38      | RO222   | 404.979                      | 6.101 km2 (2.356 dặm vuông Anh) | Bản đồ Romania thể hiện huyện Buzău           |
| Huy hiệu huyện Caraș-Severin   | Caraș-Severin   | Reșița                | các hạt Caraș và Severin          | Tây             | CS     | 32           | 55      | RO422   | 246.588                      | 8.532 km2 (3.294 dặm vuông Anh) | Bản đồ Romania thể hiện huyện Caraș-Severin   |
| Huy hiệu huyện Călărași        | Călărași        | Călărași              | thủ phủ hạt                       | Nam-Muntenia    | CL     | 91           | 42      | RO312   | 283.458                      | 5.087 km2 (1.964 dặm vuông Anh) | Bản đồ Romania thể hiện huyện Călărași        |
| Huy hiệu huyện Cluj            | Cluj            | Cluj-Napoca           | thủ phủ hạt                       | Tây-Bắc         | CJ     | 40           | 64      | RO113   | 679.141                      | 6.672 km2 (2.576 dặm vuông Anh) | Bản đồ Romania thể hiện huyện Cluj            |
| Huy hiệu huyện Constanța       | Constanța       | Constanța             | thủ phủ hạt                       | Đông-Nam        | CT     | 90           | 41      | RO223   | 655.997                      | 7.104 km2 (2.743 dặm vuông Anh) | Bản đồ Romania thể hiện huyện Constanța       |
| Huy hiệu huyện Covasna         | Covasna         | Sfântu Gheorghe       | sông Covasna                      | Trung tâm       | CV     | 52           | 67      | RO123   | 200.042                      | 3.707 km2 (1.431 dặm vuông Anh) | Bản đồ Romania thể hiện huyện Covasna         |
| Huy hiệu huyện Dâmbovița       | Dâmbovița       | Târgoviște            | sông Dâmbovița                    | Nam-Muntenia    | DB     | 13           | 45      | RO313   | 479.404                      | 4.056 km2 (1.566 dặm vuông Anh) | Bản đồ Romania thể hiện huyện Dâmbovița       |
| Huy hiệu huyện Dolj            | Dolj            | Craiova               | sông Jiu                          | Nam-Tây Oltenia | DJ     | 20           | 51      | RO411   | 599.442                      | 7.425 km2 (2.867 dặm vuông Anh) | Bản đồ Romania thể hiện huyện Dolj            |
| Huy hiệu huyện Galați          | Galați          | Galați                | thủ phủ hạt                       | Đông-Nam        | GL     | 80           | 36      | RO224   | 496.892                      | 4.465 km2 (1.724 dặm vuông Anh) | Bản đồ Romania thể hiện huyện Galați          |
| Huy hiệu huyện Giurgiu         | Giurgiu         | Giurgiu               | thủ phủ hạt                       | Nam-Muntenia    | GR     | 08           | 46      | RO314   | 262.066                      | 3.544 km2 (1.368 dặm vuông Anh) | Bản đồ Romania thể hiện huyện Giurgiu         |
| Huy hiệu huyện Gorj            | Gorj            | Târgu Jiu             | sông Jiu                          | Nam-Tây Oltenia | GJ     | 21           | 53      | RO412   | 314.684                      | 5.572 km2 (2.151 dặm vuông Anh) | Bản đồ Romania thể hiện huyện Gorj            |
| Huy hiệu huyện Harghita        | Harghita        | Miercurea Ciuc        | dãy núi Harghita                  | Trung tâm       | HR     | 53           | 66      | RO124   | 291.950                      | 6.637 km2 (2.563 dặm vuông Anh) | Bản đồ Romania thể hiện huyện Harghita        |
| Huy hiệu huyện Hunedoara       | Hunedoara       | Deva                  | Thành phố Hunedoara               | Tây             | HD     | 33           | 54      | RO423   | 361.657                      | 7.072 km2 (2.731 dặm vuông Anh) | Bản đồ Romania thể hiện huyện Hunedoara       |
| Huy hiệu huyện Ialomița        | Ialomița        | Slobozia              | sông Ialomița                     | Nam-Muntenia    | IL     | 92           | 43      | RO315   | 250.816                      | 4.455 km2 (1.720 dặm vuông Anh) | Bản đồ Romania thể hiện huyện Ialomița        |
| Huy hiệu huyện Iași            | Iași            | Iași                  | thủ phủ hạt                       | Đông-Bắc        | IS     | 70           | 32      | RO213   | 760.774                      | 5.477 km2 (2.115 dặm vuông Anh) | Bản đồ Romania thể hiện huyện Iași            |
| Huy hiệu huyện Ilfov           | Ilfov           | Bucharest             | sông Ilfov                        | Bucharest-Ilfov | IF     | 07           | 1x      | RO322   | 542.686                      | 1.564 km2 (604 dặm vuông Anh)   | Bản đồ Romania thể hiện huyện Ilfov           |
| Huy hiệu huyện Maramureș       | Maramureș       | Baia Mare             | vùng lịch sử Maramureș            | Tây-Bắc         | MM     | 43           | 62      | RO114   | 452.475                      | 6.303 km2 (2.434 dặm vuông Anh) | Bản đồ Romania thể hiện huyện Maramureș       |
| Huy hiệu huyện Mehedinți       | Mehedinți       | Drobeta-Turnu Severin | Mehadia (xã)                      | Nam-Tây Oltenia | MH     | 22           | 52      | RO413   | 234.339                      | 4.942 km2 (1.908 dặm vuông Anh) | Bản đồ Romania thể hiện huyện Mehedinți       |
| Huy hiệu huyện Mureș           | Mureș           | Târgu Mureș           | sông Mureș                        | Trung tâm       | MS     | 54           | 65      | RO125   | 518.193                      | 6.705 km2 (2.589 dặm vuông Anh) | Bản đồ Romania thể hiện huyện Mureș           |
| Huy hiệu huyện Neamț           | Neamț           | Piatra Neamț          | sông Neamț                        | Đông-Bắc        | NT     | 61           | 33      | RO214   | 454.203                      | 5.897 km2 (2.277 dặm vuông Anh) | Bản đồ Romania thể hiện huyện Neamț           |
| Huy hiệu huyện Olt             | Olt             | Slatina               | sông Olt                          | Nam-Tây Oltenia | OT     | 23           | 49      | RO414   | 383.280                      | 5.503 km2 (2.125 dặm vuông Anh) | Bản đồ Romania thể hiện huyện Olt             |
| Huy hiệu huyện Prahova         | Prahova         | Ploiești              | sông Prahova                      | Nam-Muntenia    | PH     | 10           | 44      | RO316   | 695.117                      | 4.715 km2 (1.820 dặm vuông Anh) | Bản đồ Romania thể hiện huyện Prahova         |
| Huy hiệu huyện Satu Mare       | Satu Mare       | Satu Mare             | thủ phủ hạt                       | Tây-Bắc         | SM     | 44           | 61      | RO115   | 330.668                      | 4.420 km2 (1.710 dặm vuông Anh) | Bản đồ Romania thể hiện huyện Satu Mare       |
| Huy hiệu huyện Sălaj           | Sălaj           | Zalău                 | sông Sălaj                        | Tây-Bắc         | SJ     | 45           | 60      | RO116   | 212.224                      | 3.867 km2 (1.493 dặm vuông Anh) | Bản đồ Romania thể hiện huyện Sălaj           |
| Huy hiệu huyện Sibiu           | Sibiu           | Sibiu                 | thủ phủ hạt                       | Trung tâm       | SB     | 55           | 69      | RO126   | 388.325                      | 5.432 km2 (2.097 dặm vuông Anh) | Bản đồ Romania thể hiện huyện Sibiu           |
| Huy hiệu huyện Suceava         | Suceava         | Suceava               | sông Suceava                      | Đông-Bắc        | SV     | 72           | 30      | RO215   | 642.551                      | 8.553 km2 (3.302 dặm vuông Anh) | Bản đồ Romania thể hiện huyện Suceava         |
| Huy hiệu huyện Teleorman       | Teleorman       | Alexandria            | sông Teleorman                    | Nam-Muntenia    | TR     | 14           | 47      | RO317   | 323.544                      | 5.788 km2 (2.235 dặm vuông Anh) | Bản đồ Romania thể hiện huyện Teleorman       |
| Huy hiệu huyện Timiș           | Timiș           | Timișoara             | sông Timiș                        | Tây             | TM     | 30           | 56      | RO424   | 650.533                      | 8.692 km2 (3.356 dặm vuông Anh) | Bản đồ Romania thể hiện huyện Timiș           |
| Huy hiệu huyện Tulcea          | Tulcea          | Tulcea                | thủ phủ hạt                       | Đông-Nam        | TL     | 82           | 40      | RO225   | 193.355                      | 8.484 km2 (3.276 dặm vuông Anh) | Bản đồ Romania thể hiện huyện Tulcea          |
| Huy hiệu huyện Vaslui          | Vaslui          | Vaslui                | sông Vaslui                       | Đông-Bắc        | VS     | 73           | 35      | RO216   | 374.700                      | 5.317 km2 (2.053 dặm vuông Anh) | Bản đồ Romania thể hiện huyện Vaslui          |
| Huy hiệu huyện Vâlcea          | Vâlcea          | Râmnicu Vâlcea        | hạt Trung cổ Vîlcea               | Nam-Tây Oltenia | VL     | 24           | 50      | RO415   | 341.861                      | 5.764 km2 (2.225 dặm vuông Anh) | Bản đồ Romania thể hiện huyện Vâlcea          |
| Huy hiệu huyện Vrancea         | Vrancea         | Focșani               | hạt Trung cổ Vrancha              | Đông-Nam        | VN     | 62           | 37      | RO226   | 335.312                      | 4.854 km2 (1.874 dặm vuông Anh) | Bản đồ Romania thể hiện huyện Vrancea         |